# Johannes Guthmann
Johannes Elias Wilhelm Guthmann (* 24. Mai 1892 in Pappenheim; † 26. September 1976 in Nürnberg) war ein deutscher Pädagoge.

## Leben und Wirken
Nach Abschluss der Realschule besuchte Guthmann eine Lehrerbildungsanstalt und studierte Pädagogik, Philosophie, Germanistik und Geschichte an den Universitäten Würzburg und München. Ab 1911 war er im Volksschuldienst, zuletzt bis 1935 als Oberlehrer in Kitzingen. An der Universität Würzburg wurde er 1930 zum Dr. phil. promoviert. Das Thema seiner Dissertation lautete Entwicklung und Selbstentfaltung bei Herbert Spencer. Zum 1. Mai 1933 trat er der NSDAP bei (Mitgliedsnummer 3.153.466) und wurde Leiter der Abteilung Erziehung und Unterricht im NSDAP-Gau Mainfranken sowie Schulungsleiter im Stab der SA-Brigade 79.
1935 erhielt er eine Anstellung im bayerischen Staatsdienst beim Staatsministerium für Unterricht und Kultus. Ein Jahr später wurde er zunächst kommissarisch Professor und Direktor der Hochschule für Lehrerbildung in Würzburg. Im Zweiten Weltkrieg avancierte er zum Referenten für Lehrerbildungsanstalten im Reichsministerium für die besetzten Ostgebiete und wurde zum Oberstudiendirektor ernannt.
Gegen Ende des Krieges geriet er in sowjetische Kriegsgefangenschaft. Nach seiner Rückkehr trat er wieder in den Schuldienst ein und wurde Professor am Deutschen Gymnasium und am Institut für Lehrerbildung in Schwabach, bevor er im September 1956 eine Stelle als Honorarprofessor für Pädagogik am Institut für Lehrerbildung in Nürnberg antrat.

## Schriften (Auswahl)
- Entwicklung und Selbstentfaltung bei Herbert Spencer. Würzburg 1930.
- Ein Jahrhundert Standes- und Vereinsgeschichte. München 1961.
- Über die Entwicklung des Studiums der Pädagogik. 1964.
- Zur Standes- und Vereinsgeschichte der unterfränkischen Volksschullehrerschaft. Würzburg 1972.